# David Martin (homme politique écossais)
Pour les articles homonymes, voir Martin et David Martin.
David Martin, né le 26 août 1954 à Édimbourg, est un homme politique britannique, membre du Parti travailliste écossais. Il est député européen de 1984 à 2019.